# 샐리 케언스
샐리 케언스(Sally Cairns, 1919년 12월 7일 ~ 1965년 2월 9일)는 미국의 배우, 영화배우이다.
로스앤젤레스에서 사망하였다. 사인은 대장암이다.  캘리포니아주에 매장되었다.

## 영화
- 히트 퍼레이드 오브 1943 (1943년)
- 걸 크레이지 (1943년)